# Homenaje a Picasso (Antoni Tàpies)
Homenaje a Picasso (en catalán: Homenatge a Picasso) es una obra de Antoni Tàpies que se encuentra en el Paseo de Picasso de Barcelona.  La obra se presenta cubierta por un cubo de cristal de 4 m por lado, bordeado por un pequeño estanque de 11 m2. Por las paredes laterales del vidrio sale agua. 

## Historia
En 1981 el Ayuntamiento de Barcelona encargó a Antoni Tàpies realizar un monumento para homenajear al pintor Pablo Picasso, con la voluntad de ubicarlo en la intersección entre el Paseo de Picasso, la entrada al Parque de la Ciutadella y el eje peatonal que viene de Santa María del Mar.  El artista decidió crear una obra haciendo un ensamblaje de muebles de estilo modernista, más concretamente utilizando un mueble que tenía diversas funcionalidades -sofá, espejo y armario a la vez- para evocar el período en el que Picasso vivió en Barcelona. El mueble está atravesado por unas vigas de hierro blancas que recuerdan a la Barcelona industrial de principios del siglo XX. 
El ensamblaje también contiene un conjunto de sillas apiladas, atadas con cuerdas y unas mantas blancas desplegadas que contienen algunas frases de Picasso en la parte de abajo, como por ejemplo la que dice: 

un quadre no és per decorar un saló, sinó que és una arma d'atac i de defensa contra l'enemic
Pablo Picasso 

 En 2006 Pere Casanovas restauró el monumento.

## Exposiciones
En 2007 la Fundació Tàpies le dedicó una exposición temporal, donde mostraba los esbozos preparatorios de la escultura. 